# Mesquita de Fittja

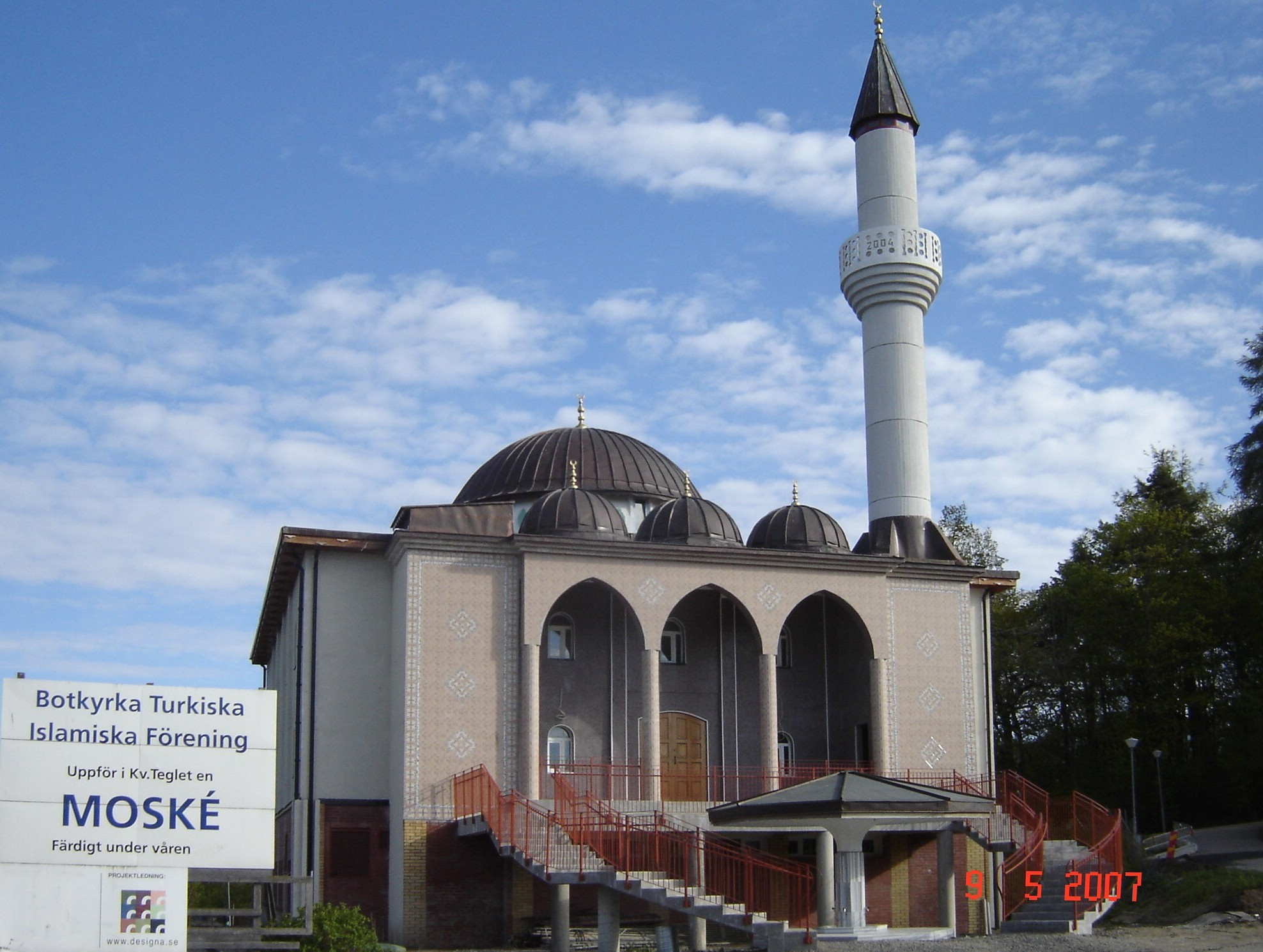
A mesquita em maio de 2007.

A Mesquita de Fittja é uma mesquita de estilo arquitetônico turco construída nos subúrbios de Estocolmo, em Fittja (Suécia). É dirigida e foi construída pela Associação Islâmica Turca local, e esta zona (área) tem uma alta concentração de muçulmanos.